# Bruno Da Rocha
Pour les articles homonymes, voir Rocha (homonymie).
Bruno Da Rocha est un footballeur professionnel français né le 25 octobre 1977 à Cenon. Il évoluait au poste de milieu de terrain. 
Son frère aîné, Frédéric Da Rocha, est également footballeur professionnel.

## Biographie
Formé aux Girondins de Bordeaux, Bruno dispute son 1er match en Ligue 1 le 8 octobre 1997 lors de la rencontre Bordeaux - Lens (3-0).
Au total, il joue 26 matchs en Ligue 1 et 68 matchs en Ligue 2. Il inscrit 4 buts en Ligue 2. Il prend également part à trois rencontres en Coupe de l'UEFA lors de la saison 1998-1999.
Après sa carrière de joueur, il devient entraîneur de l'US Cenon (DHR), le club de sa ville natale.

## Clubs
- 1997-1999 :  Girondins de Bordeaux
- 1999-2000 :  Toulouse FC (Prêt)
- 2000-2001 :  Girondins de Bordeaux
- 2001-2002 :  SC Campomaiorense
- 2002-2004 :  ASOA Valence
- 2005-2006 :  Aviron Bayonnais

## Palmarès
- Champion de France en 1999 avec Bordeaux

## Statistiques
- 3 matchs et 0 but en Coupe de l'UEFA
- 26 matchs et 0 but en Ligue 1
- 68 matchs et 4 buts en Ligue 2
- 28 matchs et 0 but en National
- 13 matchs et 0 but en 1re division portugaise